# Judo aux Jeux olympiques d'été de 2020
Navigation
Rio de Janeiro 2016 Paris 2024

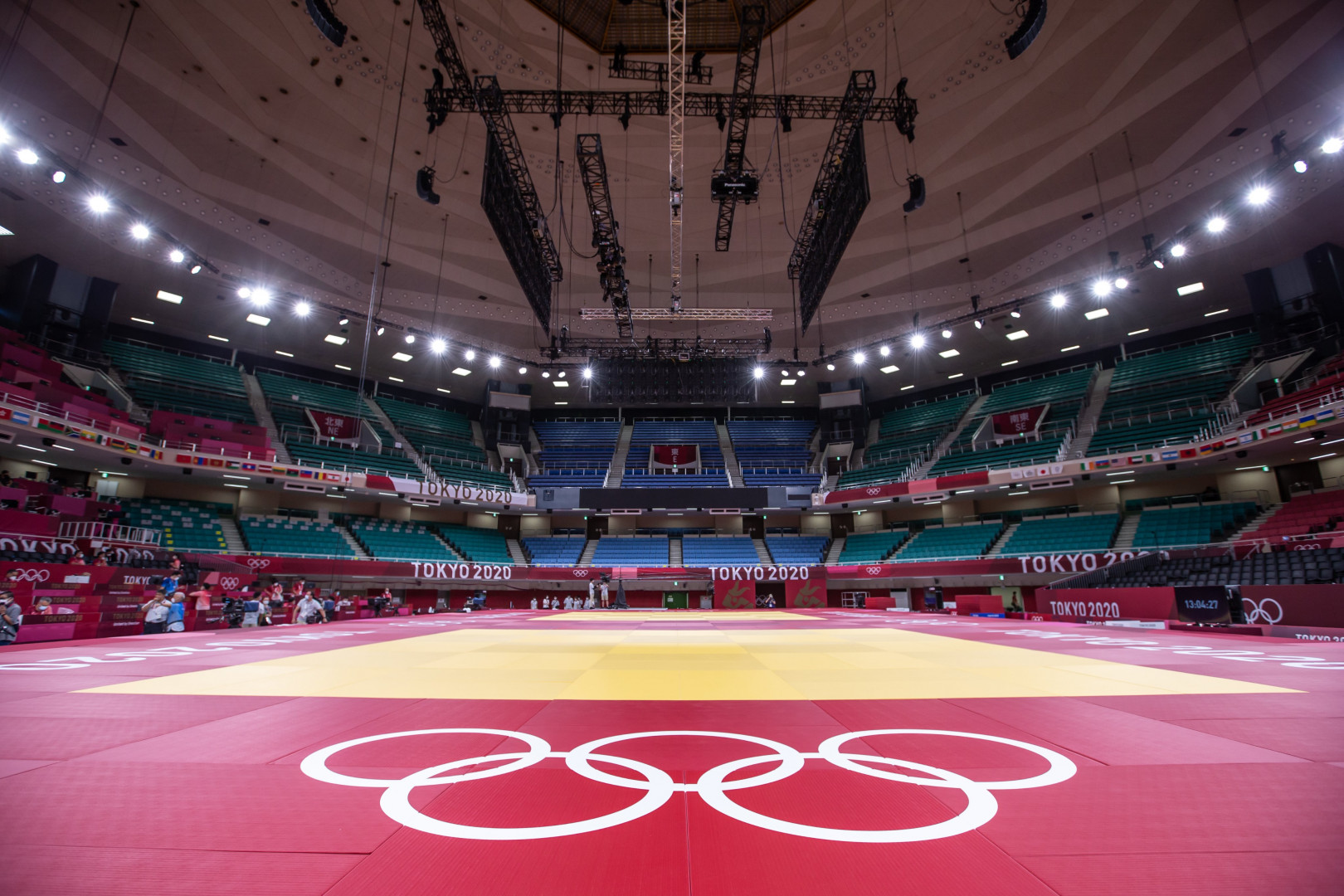

Les épreuves de judo aux Jeux olympiques d'été de 2020 devaient se dérouler au Nippon Budokan de Tokyo au Japon, du 2 au 8 août 2020, et ont été reportées du 24 au 31 juillet 2021. Il s'agit de la 14e apparition du judo aux Jeux olympiques.
Le Japon brille à domicile dans le Budokan en s'adjugeant neuf titres sur les seize compétitions au programme, avec un sympathique évènement familial : le même jour, en -66 kg chez les hommes, et en -52 kg chez les femmes, Hifumi Abe et sa sœur Uta Abe remportent la médaille d'or. Dans la catégorie des Lourds, Teddy Riner, favori pour un troisième titre olympique consécutif est battu en quarts de finale par le russe Tamerlan Bashaev, mais il se remobilise pour aller chercher le bronze. Une nouvelle épreuve est inscrite au programme : par équipes mixtes, et la France remporte la compétition en finale face au Japon. Déjà championne olympique des -63 kg femmes, Clarisse Agbegnenou devient la seule double médaillée d'or de ces Jeux en judo, tandis que Riner remporte la cinquième médaille de sa carrière depuis 2008. Au tableau des médailles, le Japon est largement devant avec douze médailles, devant la France, huit médailles dont deux titres.

## Organisation

### Désignation du pays hôte
Le 23 mai 2012, le Comité international olympique sélectionne trois villes candidates, qui sont les trois villes ayant demandé à organiser les Jeux olympiques. Il s'agit d'Istanbul, Madrid et Tokyo.
Le 7 septembre 2013, lors de la 125e session du CIO à Buenos Aires, les membres du Comité élisent Tokyo lors du second tour du scrutin, avec 60 voix sur 96 votants.

### Calendrier
Tous les événements ont lieu lors de deux sessions par jour, une le matin et une le soir.
| ⅛ | 1/8e de finale | ¼ | Quarts de finale | R | Repêchages | ½ | Demi-finales | F | Finale |

| Date →                   | 24 | 24 | 24 | 24 | 24 | 25 | 25 | 25 | 25 | 25 | 26 | 26 | 26 | 26 | 26 | 27 | 27 | 27 | 27 | 27 | 28 | 28 | 28 | 28 | 28 | 29 | 29 | 29 | 29 | 29 | 30 | 30 | 30 | 30 | 30 | 31 | 31 | 31 | 31 | 31 |
| Épreuve ↓                | M  | M  | S  | S  | S  | M  | M  | S  | S  | S  | M  | M  | S  | S  | S  | M  | M  | S  | S  | S  | M  | M  | S  | S  | S  | M  | M  | S  | S  | S  | M  | M  | S  | S  | S  | M  | M  | M  | M  | S  |
| ------------------------ | -- | -- | -- | -- | -- | -- | -- | -- | -- | -- | -- | -- | -- | -- | -- | -- | -- | -- | -- | -- | -- | -- | -- | -- | -- | -- | -- | -- | -- | -- | -- | -- | -- | -- | -- | -- | -- | -- | -- | -- |
| Hommes - Moins de 60 kg  | ⅛  | ¼  | R  | ½  | F  |    |    |    |    |    |    |    |    |    |    |    |    |    |    |    |    |    |    |    |    |    |    |    |    |    |    |    |    |    |    |    |    |    |    |    |
| Hommes - Moins de 66 kg  |    |    |    |    |    | ⅛  | ¼  | R  | ½  | F  |    |    |    |    |    |    |    |    |    |    |    |    |    |    |    |    |    |    |    |    |    |    |    |    |    |    |    |    |    |    |
| Hommes - Moins de 73 kg  |    |    |    |    |    |    |    |    |    |    | ⅛  | ¼  | R  | ½  | F  |    |    |    |    |    |    |    |    |    |    |    |    |    |    |    |    |    |    |    |    |    |    |    |    |    |
| Hommes - Moins de 81 kg  |    |    |    |    |    |    |    |    |    |    |    |    |    |    |    | ⅛  | ¼  | R  | ½  | F  |    |    |    |    |    |    |    |    |    |    |    |    |    |    |    |    |    |    |    |    |
| Hommes - Moins de 90 kg  |    |    |    |    |    |    |    |    |    |    |    |    |    |    |    |    |    |    |    |    | ⅛  | ¼  | R  | ½  | F  |    |    |    |    |    |    |    |    |    |    |    |    |    |    |    |
| Hommes - Moins de 100 kg |    |    |    |    |    |    |    |    |    |    |    |    |    |    |    |    |    |    |    |    |    |    |    |    |    | ⅛  | ¼  | R  | ½  | F  |    |    |    |    |    |    |    |    |    |    |
| Hommes - Plus de 100 kg  |    |    |    |    |    |    |    |    |    |    |    |    |    |    |    |    |    |    |    |    |    |    |    |    |    |    |    |    |    |    | ⅛  | ¼  | R  | ½  | F  |    |    |    |    |    |
| Femmes - Moins de 48 kg  | ⅛  | ¼  | R  | ½  | F  |    |    |    |    |    |    |    |    |    |    |    |    |    |    |    |    |    |    |    |    |    |    |    |    |    |    |    |    |    |    |    |    |    |    |    |
| Femmes - Moins de 52 kg  |    |    |    |    |    | ⅛  | ¼  | R  | ½  | F  |    |    |    |    |    |    |    |    |    |    |    |    |    |    |    |    |    |    |    |    |    |    |    |    |    |    |    |    |    |    |
| Femmes - Moins de 57 kg  |    |    |    |    |    |    |    |    |    |    | ⅛  | ¼  | R  | ½  | F  |    |    |    |    |    |    |    |    |    |    |    |    |    |    |    |    |    |    |    |    |    |    |    |    |    |
| Femmes - Moins de 63 kg  |    |    |    |    |    |    |    |    |    |    |    |    |    |    |    | ⅛  | ¼  | R  | ½  | F  |    |    |    |    |    |    |    |    |    |    |    |    |    |    |    |    |    |    |    |    |
| Femmes - Moins de 70 kg  |    |    |    |    |    |    |    |    |    |    |    |    |    |    |    |    |    |    |    |    | ⅛  | ¼  | R  | ½  | F  |    |    |    |    |    |    |    |    |    |    |    |    |    |    |    |
| Femmes - Moins de 78 kg  |    |    |    |    |    |    |    |    |    |    |    |    |    |    |    |    |    |    |    |    |    |    |    |    |    | ⅛  | ¼  | R  | ½  | F  |    |    |    |    |    |    |    |    |    |    |
| Femmes - Plus de 78 kg   |    |    |    |    |    |    |    |    |    |    |    |    |    |    |    |    |    |    |    |    |    |    |    |    |    |    |    |    |    |    | ⅛  | ¼  | R  | ½  | F  |    |    |    |    |    |
| Par équipes mixtes       |    |    |    |    |    |    |    |    |    |    |    |    |    |    |    |    |    |    |    |    |    |    |    |    |    |    |    |    |    |    |    |    |    |    |    | ⅛  | ¼  | R  | ½  | F  |

## Médaillés
| Épreuves        | Or | Argent | Bronze |
| --------------- | --- | --- | --- |
| Hommes          | | | |
| Moins de 60 kg  | Naohisa Takatō | Yang Yung-wei | Yeldos Smetov |
| Moins de 60 kg  | Naohisa Takatō | Yang Yung-wei | Luka Mkheidze |
| Moins de 66 kg  | Hifumi Abe | Vazha Margvelashvili | An Baul |
| Moins de 66 kg  | Hifumi Abe | Vazha Margvelashvili | Daniel Cargnin |
| Moins de 73 kg  | Shohei Ōno | Lasha Shavdatuashvili | An Chang-rim |
| Moins de 73 kg  | Shohei Ōno | Lasha Shavdatuashvili | Tsend-Ochiryn Tsogtbaatar |
| Moins de 81 kg  | Takanori Nagase | Saeid Mollaei | Shamil Borchashvili |
| Moins de 81 kg  | Takanori Nagase | Saeid Mollaei | Matthias Casse |
| Moins de 90 kg  | Lasha Bekauri | Eduard Trippel | Davlat Bobonov |
| Moins de 90 kg  | Lasha Bekauri | Eduard Trippel | Krisztián Tóth |
| Moins de 100 kg | Aaron Wolf | Cho Gu-ham | Jorge Fonseca |
| Moins de 100 kg | Aaron Wolf | Cho Gu-ham | Niyaz Ilyasov |
| Plus de 100 kg  | Lukáš Krpálek | Guram Tushishvili | Tamerlan Bashaev |
| Plus de 100 kg  | Lukáš Krpálek | Guram Tushishvili | Teddy Riner |
| Femmes          | | | |
| Moins de 48 kg  | Distria Krasniqi | Funa Tonaki | Darya Bilodid |
| Moins de 48 kg  | Distria Krasniqi | Funa Tonaki | Urantsetseg Munkhbat |
| Moins de 52 kg  | Uta Abe | Amandine Buchard | Chelsie Giles |
| Moins de 52 kg  | Uta Abe | Amandine Buchard | Odette Giuffrida |
| Moins de 57 kg  | Nora Gjakova | Sarah-Léonie Cysique | Jessica Klimkait |
| Moins de 57 kg  | Nora Gjakova | Sarah-Léonie Cysique | Tsukasa Yoshida |
| Moins de 63 kg  | Clarisse Agbegnenou | Tina Trstenjak | Maria Centracchio |
| Moins de 63 kg  | Clarisse Agbegnenou | Tina Trstenjak | Catherine Beauchemin-Pinard |
| Moins de 70 kg  | Chizuru Arai | Michaela Polleres | Madina Taimazova |
| Moins de 70 kg  | Chizuru Arai | Michaela Polleres | Sanne van Dijke |
| Moins de 78 kg  | Shori Hamada | Madeleine Malonga | Mayra Aguiar |
| Moins de 78 kg  | Shori Hamada | Madeleine Malonga | Anna-Maria Wagner |
| Plus de 78 kg   | Akira Sone | Idalys Ortíz | Romane Dicko |
| Plus de 78 kg   | Akira Sone | Idalys Ortíz | Iryna Kindzerska |
| Mixte           | | | |
| Par équipes     | France Clarisse Agbegnenou Axel Clerget Romane Dicko Teddy Riner Sarah-Léonie Cysique Guillaume Chaine Margaux Pinot Amandine Buchard Alexandre Iddir Kilian Le Blouch Madeleine Malonga | Japon Chizuru Arai Shoichiro Mukai Akira Sone Aaron Wolf Tsukasa Yoshida Shohei Ōno Uta Abe Hifumi Abe Shori Hamada Hisayoshi Harasawa Takanori Nagase Miku Tashiro | Allemagne Giovanna Scoccimarro Dominic Ressel Anna-Maria Wagner Karl-Richard Frey Theresa Stoll Sebastian Seidl Johannes Frey Jasmin Grabowski Martyna Trajdos Eduard Trippel Igor Wandtke Katharina Menz |
| Par équipes     | France Clarisse Agbegnenou Axel Clerget Romane Dicko Teddy Riner Sarah-Léonie Cysique Guillaume Chaine Margaux Pinot Amandine Buchard Alexandre Iddir Kilian Le Blouch Madeleine Malonga | Japon Chizuru Arai Shoichiro Mukai Akira Sone Aaron Wolf Tsukasa Yoshida Shohei Ōno Uta Abe Hifumi Abe Shori Hamada Hisayoshi Harasawa Takanori Nagase Miku Tashiro | Israël Gili Sharir Sagi Muki Raz Hershko Peter Paltchik Timna Nelson-Levy Tohar Butbul Or Sasson Li Kochman Inbar Lanir Shira Rishony Baruch Shmailov                                                     |

1. 1 2 3 4 5 6 7 8 9 10 11 12  Combat lors de l'épreuve mixte mais ne combat pas lors d'un match pour une médaille.

En italique, judokas médaillés membres de l'équipe mixte mais n'ayant pas combattu.

## Tableau des médailles
- Pays organisateur ( Japon)

| Rang  | Nation          | Or | Argent | Bronze | Total |
| ----- | --------------- | -- | ------ | ------ | ----- |
| 1     | Japon           | 9  | 2      | 1      | 12    |
| 2     | France          | 2  | 3      | 3      | 8     |
| 3     | Kosovo          | 2  | 0      | 0      | 2     |
| 4     | Géorgie         | 1  | 3      | 0      | 4     |
| 5     | Tchéquie        | 1  | 0      | 0      | 1     |
| 6     | Mongolie        | 0  | 1      | 2      | 3     |
| 6     | Corée du Sud    | 0  | 1      | 2      | 3     |
| 6     | Allemagne       | 0  | 1      | 2      | 3     |
| 9     | Autriche        | 0  | 1      | 1      | 2     |
| 10    | Taipei chinois  | 0  | 1      | 0      | 1     |
| 10    | Slovénie        | 0  | 1      | 0      | 1     |
| 10    | Cuba            | 0  | 1      | 0      | 1     |
| 13    | ROC             | 0  | 0      | 3      | 3     |
| 14    | Brésil          | 0  | 0      | 2      | 2     |
| 14    | Canada          | 0  | 0      | 2      | 2     |
| 14    | Italie          | 0  | 0      | 2      | 2     |
| 17    | Belgique        | 0  | 0      | 1      | 1     |
| 17    | Kazakhstan      | 0  | 0      | 1      | 1     |
| 17    | Ouzbékistan     | 0  | 0      | 1      | 1     |
| 17    | Hongrie         | 0  | 0      | 1      | 1     |
| 17    | Portugal        | 0  | 0      | 1      | 1     |
| 17    | Ukraine         | 0  | 0      | 1      | 1     |
| 17    | Grande-Bretagne | 0  | 0      | 1      | 1     |
| 17    | Azerbaïdjan     | 0  | 0      | 1      | 1     |
| 17    | Pays-Bas        | 0  | 0      | 1      | 1     |
| 17    | Israël          | 0  | 0      | 1      | 1     |
| Total | Total           | 15 | 15     | 30     | 60    |